# Ронне
Ронне́ (фр. Ronnet) — коммуна во Франции, находится в регионе Овернь. Департамент коммуны — Алье. Входит в состав кантона Марсийя-ан-Комбрай. Округ коммуны — Монлюсон.
Код INSEE коммуны — 03216.

## Население
Население коммуны на 2008 год составляло 190 человек.
| 1962 | 1968 | 1975 | 1982 | 1990 | 1999 | 2008 |
| ---- | ---- | ---- | ---- | ---- | ---- | ---- |
| 208  | 242  | 200  | 164  | 159  | 177  | 190  |

## Экономика
В 2007 году среди 128 человек в трудоспособном возрасте (15—64 лет) 98 были экономически активными, 30 — неактивными (показатель активности — 76,6 %, в 1999 году было 75,2 %). Из 98 активных работали 88 человек (47 мужчин и 41 женщина), безработных было 10 (2 мужчин и 8 женщин). Среди 30 неактивных 10 человек были учениками или студентами, 8 — пенсионерами, 12 были неактивными по другим причинам.

## Достопримечательности
- Церковь Сен-Кристоф или Сен-Мейёль (XII—XIII века)
- Донжон (XII век). Исторический памятник